# Conisania stereotypa
Conisania stereotypa là một loài bướm đêm trong họ Noctuidae.